# Simone Piazzola
Simone Piazzola (Verona, 14 agosto 1985) è un baritono italiano.

## Biografia

### Studi
Ha iniziato i suoi studi musicali a 11 anni con il soprano Alda Borelli Morgan. 
Nel 2005 vince il primo premio al Concorso “Marie Kraja” di Tirana e nel 2007 il Concorso “Comunità Europea” del Teatro Lirico Sperimentale di Spoleto.
Nell’agosto 2013 ha vinto il Secondo Premio nonché il Premio del Pubblico al Concorso internazionale Operalia di Plácido Domingo a Verona.
Attualmente si perfeziona con il basso Giacomo Prestia e collabora con il M° Giuseppe Vaccaro pianista e direttore d'orchestra.

### Carriera
Nel 2004, giovanissimo, ha preso parte ad alcuni concerti organizzati dalla Fondazione Arena di Verona, debutta in opera nel 2005 al Teatro Giordano di Foggia ne Il Re di U. Giordano, e successivamente Rigoletto diretto dal M° Bruno Campanella al Teatro dell’Opera di Roma, opera ripresa in una tournée in Giappone, e poi ne Il trovatore (Conte di Luna) al Teatro Nuovo di Spoleto.
Da queste prime tappe inizia una carriera molto intensa che lo porterà ad esibirsi presso i massimi teatri italiani e all'estero. Uno dei ruoli più interpretati è Giorgio Germont ne La traviata di Verdi di cui ha all'attivo 180 recite (a Verona, Firenze, La Fenice di Venezia, Sferisterio di Macerata, Palermo, Modena, Piacenza, Jesi, Amburgo, Valencia, Parigi ed altri), e in generale in molti ruoli verdiani come Simon Boccanegra (in particolare l'edizione alla Fenice di Venezia nel 2014 diretta dal M° Myung-Whun Chung.
Al Teatro alla Scala di Milano debutta nel 2014 nel ruolo del Conte di Luna ne Il trovatore, per poi interpretare nel 2015 Silvio ne I Pagliacci, nel 2016 Marcello ne La bohème di Puccini, 2017 Rodrigo nel Don Carlo, 2018 Carlo nell'Ernani e un recital a carattere straordinario di arie da camera. Nel 2020 ha cantato nel concerto di riapertura del Teatro alla Scala post pandemia con Beatrice Rana e Mischa Maisky, trasmesso in streaming dal teatro.
Nel 2012 ha preso parte al Concerto di Natale del Senato della Repubblica Italiana diretto dal M° Riccardo Muti.
Alcune delle importanti produzioni a cui ha preso parte, si ricordano: Maria Stuarda (Cecil) diretto dal M° Richard Bonynge con la regia di Pier Luigi Pizzi al Teatro Megaron di Atene, La Bohéme di Puccini a San Paolo in Brasile, Il trovatore allo Sferisterio Macerata Opera Festival e a Budapest, La Bohéme a Tel Aviv, La forza del destino al Palau de les Arts a Valencia, Lucia di Lammermoor  a Berlino, Roberto Devereux a Madrid e Bilbao, nel 2017 il Roberto Devereux alla Bayerische Staatsoper di Munchen, Rodrigo nel Don Carlo nel 2017 e Germont in Traviata nel 2018 al Teatro Covent Garden di Londra, nel 2015 e 2017 Don Carlo di Vargas nella Forza del destino a fianco di Jonas Kaufmann a Munchen.
Nel 2019 Ford nel Falstaff e Ernesto ne Il pirata di Bellini al Teatro Real di Madrid, Amonasro in Aida e Simon Boccanegra alla Wiener Staatsoper.
Nel 2020 ha preso parte al Concerto lirico di inaugurazione della Stagione lirica dell'Arena di Verona "Nel cuore della Musica" serata in onore degli operatori sanitari e al Concerto di Capodanno presso il Teatro Filarmonico diretto dal M° Steven Mercurio.

## Riconoscimenti
Nel 2017 ha vinto il primo Premio "Bastianini"  conferito a Sirmione dall'Associazione Musicale Internazionale Culturale Ettore Bastianini   
Nel 2020 ha ricevuto il Premio "Arrigo Boito" a Padova e il Premio speciale per la Lirica "Rocca di Castruccio" a Serravalle Pistoiese.
Ha vinto due volte il prestigioso Premio Abbiati della critica teatrale: nel 2015 per la sua interpretazione del ruolo di Simon Boccanegra e nel 2019 per l'incisione della Messa per Rossini realizzata da Decca, direttore M° Riccardo Chailly.

## Repertorio
| Ruolo                 | Titolo                | Autore      |
| --------------------- | --------------------- | ----------- |
| Ernesto               | Il pirata             | Bellini     |
| Re Alfonso            | La favorita           | Donizetti   |
| Cecil                 | Maria Stuarda         | Donizetti   |
| Il duca di Nottingham | Roberto Devereux      | Donizetti   |
| Enrico                | Lucia di Lammermoor   | Donizetti   |
| Amonasro              | Aida                  | Verdi       |
| Giorgio Germont       | La traviata           | Verdi       |
| Conte di Luna         | Il trovatore          | Verdi       |
| Renato                | Un ballo in maschera  | Verdi       |
| Ford                  | Falstaff              | Verdi       |
| Seid                  | Il corsaro            | Verdi       |
| Simon Boccanegra      | Simon Boccanegra      | Verdi       |
| Paolo                 | Simon Boccanegra      | Verdi       |
| Rigoletto             | Rigoletto             | Verdi       |
| Don Carlo             | Ernani                | Verdi       |
| Rodrigo di Posa       | Don Carlo             | Verdi       |
| Ezio                  | Attila                | Verdi       |
| Sonora                | La fanciulla del West | Puccini     |
| Marcello              | La bohème             | Puccini     |
| Sharpless             | Madama Butterfly      | Puccini     |
| Notaio                | Il re                 | Giordano    |
| De Siriex             | Fedora                | Giordano    |
| Valentin              | Faust                 | Gounod      |
| Silvio                | Pagliacci             | Leoncavallo |

## Discografia e Video
Ha realizzato numerose incisioni con alcune delle più importante case discografiche
CD
- AA.VV. - Messa per Rossini - Siri, Simeoni, Berrugi, Piazzola, Zanellato - Dir. Riccardo Chailly - Decca - 2018
- 26th Festliche Operngala - Piazzola, Danilov, Barbera, Fiore - Orchestra della Deutsche Oper Berlin - Berlin, novembre 2019

DVD
- Verdi - Attila - D'Arcangelo, Siri, Piazzola - Dir. Michele Mariotti - Regia Daniele Abbado - Major - 2019
- Verdi - Don Carlo - Malagnini, Piazzola, Costea, Prestia - Dir. Fabrizio Ventura - Regia Joseph Franconi Lee - Major - 2013
- Verdi - Falstaff - De Candia, Prieto, Piazzola, Iniesta, Barcellona - Dir. Daniele Rustioni - BelAir - 2019
- Verdi - La traviata - Peretyatko, Ayan, Piazzola - Dir. Pablo Heras-Casado - Regia Rolando Vilazon - Major/Unitel Classica - 2016
- Verdi - Simon Boccanegra - Nucci, Iveri, Meli, Scandiuzzi, Piazzola - Dir. Daniele Callegari - Major - 2013
- U. Giordano - Il Re - Altomare, Cigna, Andreotti, Piazzola - Dir. Gianna Fratta - Bongiovanni AB 20014 (Reg. 2006, realizzato nel 2009)